# Ascesso
Un ascesso (dal latino: abscessus) o apostema è una raccolta di essudato purulento che si forma all'interno di un tessuto del corpo. I segni e i sintomi includono arrossamento, dolore, calore e gonfiore. Il gonfiore può apparire, alla palpazione, come pieno di liquido. L'area di arrossamento spesso si estende oltre il gonfiore. Le pustole e i foruncoli sono tipi di ascesso che spesso coinvolgono i follicoli piliferi. L'ascesso si differenzia dall'empiema perché l'empiema è una raccolta purulenta che si crea all'interno di una cavità già presente.

## Trattamento
Solitamente causati da una infezione batterica, spesso le singole infezioni vengono generate da diversi tipi di batteri. Sovente il batterio più comune è lo Staphylococcus aureus resistente alla meticillina; i parassiti raramente causano ascessi e ciò avviene più frequentemente nei paesi in via di sviluppo. La diagnosi di un ascesso sulla cute viene fatta a seguito della semplice osservazione ed è confermata dall'apertura mediante taglio. L'ecografia può essere utile nei casi in cui la diagnosi non è chiara. Negli ascessi formatisi intorno all'ano, la tomografia computerizzata (TC) può essere importante per cercare l'infezione più in profondità.
Il trattamento standard per la maggior parte degli ascessi della pelle o dei tessuti molli è il taglio e il drenaggio. Non sembra che ci sia alcun beneficio con l'uso di antibiotici per questo tipo di ascesso nella maggior parte delle persone che godono di un buono stato di salute. La chiusura del taglio, dopo aver drenato il liquido, anziché tenerlo aperto può accelerare la guarigione senza aumentare il rischio di recidiva. L'aspirazione del pus con un ago spesso non è sufficiente.

## Diffusione
Gli ascessi cutanei sono comuni e sono diventati più frequenti negli ultimi anni. I fattori di rischio includono l'uso di droghe per via endovenosa con i tassi del 65%. Nel 2005, negli Stati Uniti 3,2 milioni di persone hanno dovuto far ricorso al pronto soccorso per un ascesso. In Australia circa 13 000 persone sono state ricoverate nel 2008 per questa condizione.

## Caratteristiche
La suppurazione è causata da infezione ad opera di microrganismi detti piogeni (streptococchi o stafilococchi). L'ascesso è caratterizzato da un decorso rapido e doloroso, con tutte le caratteristiche dell'infiammazione: dolore, calore, arrossamento, tumefazione e limitazione funzionale della parte colpita.
È caratterizzato da una regione centrale necrotica ricca di leucociti neutrofili morti e cellule necrotiche del tessuto, intorno alla quale vi è una zona di neutrofili vitali. All'esterno, la proliferazione di fibroblasti e di cellule parenchimali, unitamente a una vasodilatazione periferica, indicano l'inizio dei processi riparativi. I fibroblasti infatti creano con il tempo una parete di tessuto connettivo che limiterà la diffusione del processo infettivo. Si tratta della membrana piogenica, costituita da fibre di collagene prodotte dai fibroblasti.

## Evoluzione
La progressiva necrosi del tessuto determina l'aumento di volume dell'ascesso, che così facendo preme sui tessuti circostanti. Lo svuotamento può essere naturale o artificiale (indotto chirurgicamente).
Gli esiti possono essere:
- maturazione: ovvero lo svuotamento dell'ascesso verso l'esterno o verso una cavità;
- flemmone: il pus si diffonde nei tessuti circostanti seguendo le linee di minor forza, ad esempio in cavità preformate o guaine;
- fistola: soluzione di continuo a forma di canale che mette in comunicazione l'ascesso con l'esterno o altra cavità;
- piemia: pus che penetra nel torrente sanguigno portando con sé residui di materiale necrotico e particelle di microrganismi patogeni.

Nel caso di mancato svuotamento dell'ascesso questo può, se di modesta entità, essere riassorbito con formazione di una cicatrice; se di entità maggiore non si può avere riassorbimento e si avrà la formazione di una cisti.